# 108953 Pieraerts
108953 Pieraerts este un asteroid din centura principală de asteroizi.

## Descriere
108953 Pieraerts este un asteroid din centura principală de asteroizi. A fost descoperit pe 13 august 2001 la Uccle de Thierry Pauwels. Asteroidul prezintă o orbită caracterizată de o semiaxă mare de 2,45 ua, o excentricitate de 0,12 și o înclinație de 6,1° în raport cu ecliptica.